# Serrat dels Brucs
El Serrat dels Brucs és una serra situada al municipi de la Baronia de Rialb a la comarca de la Noguera, amb una elevació màxima de 1013 metres.